# Seznam dílů seriálu Událost

Logo seriálu Událost

Toto je seznam dílů seriálu Událost. Americký televizní seriál Událost (v originále The Event) vysílala stanice NBC od 20. září 2010 do 23. května 2011. V České republice měl premiéru 28. ledna 2012 a skončil 8. dubna 2012.

## Seznam dílů
| Č. v seriálu | Původní název                 | Český název              | Režie             | Scénář                                       | Premiéra v USA     | Premiéra v ČR   | Délka |
| --- | ----------------------------- | ------------------------ | ----------------- | -------------------------------------------- | ------------------ | --------------- | ----- |
| 1 | I Haven't Told You Everything | Neřekla jsem vám všechno | Jeffrey Reiner    | Nick Wauters                                 | 20. září 2010      | 28. ledna 2012  | 42:34 |
| Čerstvě zvolený americký prezident se dozvídá jedno z nejstřeženějších státních tajemství a i přes odpor tajných služeb ho chce zveřejnit. Jak to souvisí s obyčejným mladíkem Seanem, kterému z výletní lodi záhadně zmizí přítelkyně?                                                    |                               |                          |                   |                                              |                    |                 |       |
| 2 | To Keep Us Safe               | Aby se nám nic nestalo   | Jeffrey Reiner    | Evan Katz, Nick Wauters                      | 27. září 2010      | 29. ledna 2012  | 43:48 |
| Unesené letadlo havaruje v poušti v Arizoně. Sean musí utíkat před FBI, která ho viní z vraždy. A to není poslední šok. Tajemní vězňové jsou totiž na území USA zjevně již od roku 1944…                                                                                                   |                               |                          |                   |                                              |                    |                 |       |
| 3 | Protect Them from The Truth   | Chránit je před pravdou  | Jeffrey Reiner    | David H. Goodman, James Wong                 | 4. října 2010      | 4. února 2012   | 43:35 |
| Sean je zatčen, vzápětí však dojde k nehodě, při které unikne. Podaří se mu dokonce dostat k databázi FBI a odhalit totožnost Vicky. William se rozhodne prozradit, co ví o mimozemském životě, výměnou za svobodu pro sebe a přítelkyni. Ta ho však stihne umlčet dřív, než cokoli řekne… |                               |                          |                   |                                              |                    |                 |       |
| 4 | A Matter of Life and Death    | Otázka života a smrti    | John Badham       | David Schulner, Lisa Zwerling                | 11. října 2010     | 5. února 2012   | 40:48 |
| Cestující uneseného letadla se proberou a zjistí, že jsou v karanténě. Thomas vyžaduje propuštění Sophie a dalších vězňů. Sean s agentkou Collierovou stále pátrají po Leile… |                               |                          |                   |                                              |                    |                 |       |
| 5 | Casualties of War             | Oběti války              | Milan Cheylov     | Dan Dworkin, Jay Beattie                     | 18. října 2010     | 11. února 2012  | 42:43 |
| Středisko kontroly nemocí a prevence se snaží zvládnout infekci cestujících z letu 514. Prezident vyjednává s Thomasem, který slibuje lék výměnou za propuštění všech zvláštních nestárnoucích vězňů z Mount Inostrance…                                                                   |                               |                          |                   |                                              |                    |                 |       |
| 6 | Loyalty                       | Loajalita                | Jonas Pate        | Leyani Diaz, Vanessa Rojas                   | 25. října 2010     | 12. února 2012  | 42:10 |
| Lee pomůže Sophii utéct, čímž odhalí své krytí. Leila se Seanem mezitím zjistí, že její otec věděl o celé věci víc, než se zdálo. Vydávají se k ní domů, aby našli důkazy… |                               |                          |                   |                                              |                    |                 |       |
| 7 | I Know Who You Are            | Vím, kdo jsi             | Milan Cheylov     | Evan Katz, Lisa Zwerling                     | 8. listopadu 2010  | 18. února 2012  | 43:03 |
| Agent Lee je odhalen jako špion. Falešné důkazy, ale ukazují na agenta Murphyho. A Sean a Leila objeví přísně tajný seznam třinácti nedávno unesených dívek… |                               |                          |                   |                                              |                    |                 |       |
| 8 | For The Good Of Our Country   | Pro dobro země           | Jeffrey Reiner    | David H. Goodman, James Wong                 | 15. listopadu 2010 | 19. února 2012  | 42:55 |
| Začne prověřování účastníků prezidentovy schůzky, protože těsně po ní dostalo příkaz ke startu letadlo, které mělo narazit do prezidentské budovy. Jarvis je nervózní a řeší situaci s Dempseym, což rozhodně není ten nejlepší nápad…                                                     |                               |                          |                   |                                              |                    |                 |       |
| 9 | Your World to Take            | Ukrást váš svět          | Michelle MacLaren | Dan Dworkin, Jay Beattie                     | 22. listopadu 2010 | 25. února 2012  | 42:24 |
| Sean s Leilou dostali od agentky Collierové důležitou informaci. Mohli by se dokonce dostat na stopu Samantě. Jenže to není tak úplně jednoduché… |                               |                          |                   |                                              |                    |                 |       |
| 10 | Everything Will Change        | Všechno se změní         | Norberto Barba    | David Schulner, Nick Wauters                 | 29. listopadu 2010 | 26. února 2012  | 41:23 |
| Při hledání zrádců ve vlastních řadách je prezident informován o zvláštním zařízení na kmenovém území kdesi v Asii. Jde o odpalovací rampu střely s neznámou náloží, kterou se někdo chystá vypustit…                                                                                      |                               |                          |                   |                                              |                    |                 |       |
| 11 | And Then There Were More      | A pak jich bude víc      | Jeffrey Reiner    | David H. Goodman, Leyani Diaz, Vanessa Rojas | 6. března 2011     | 3. března 2012  | 39:37 |
| Thomas připravuje transport dalších mimozemšťanů a chce na Zemi vybudovat armádu… |                               |                          |                   |                                              |                    |                 |       |
| 12 | Inostranka                    | Osvobození               | Jeffrey Reiner    | Dan Dworkin, Jay Beattie, David Schulner     | 6. března 2011     | 4. března 2012  | 39:37 |
| Thomas vnikne do věznice a osvobozuje vězně. Ovšem jen ty, kteří se k němu přidají. Sterling se mu v tom snaží zabránit… |                               |                          |                   |                                              |                    |                 |       |
| 13 | Turnabout                     | Obrat                    | Michael Waxman    | James Wong                                   | 14. března 2011    | 10. března 2012 | 41:23 |
| Prezident je informován o důsledcích útěku uvězněných. Michael se rozhodne pomoci Sophii… |                               |                          |                   |                                              |                    |                 |       |
| 14 | A Message Back                | Odpověď                  | Norberto Barba    | David H. Goodman, Nick Wauters               | 21. března 2011    | 11. března 2012 | 41:13 |
| Thomas dostane od obyvatel své planety odpověď a svolává ty, co žijí na Zemi, na shromáždění, aby je informoval… |                               |                          |                   |                                              |                    |                 |       |
| 15 | Face Off                      | Tváří v tvář             | Janusz Kamiński   | David Schulner, Lisa Zwerling                | 28. března 2011    | 17. března 2012 | 42:41 |
| Thomas svolá shromáždění do kostela, aby mimozemšťanům sdělil, že jejich planeta umírá, a proto je potřeba obsadit Zemi… |                               |                          |                   |                                              |                    |                 |       |
| 16 | You Bury Other Things Too     | Až na samé dno           | Michael Waxman    | Dan Dworkin, Jay Beattie                     | 4. dubna 2011      | 18. března 2012 | 42:52 |
| Prezident chce odhalit mimozemšťany, kteří se infiltrovali mezi lidi, a se senátorkou připravuje povinné plošné testování na tuberkulózu. Hodlají tak prověřit DNA obyvatel… |                               |                          |                   |                                              |                    |                 |       |
| 17 | Cut Off the Head              | Prezidentova žena        | Norberto Barba    | Evan Katz, James Wong                        | 18. dubna 2011     | 24. března 2012 | 42:20 |
| Prezident Martinez a ředitel tajných služeb Sterling dostanou výsledky krevních testů, které prováděla senátorka. Prezidentovi je navíc soukromě sděleno, že jediný, kdo se nenechal testovat, byla jeho žena. A že byly při pátrání v její minulosti objeveny značné rozpory…             |                               |                          |                   |                                              |                    |                 |       |
| 18 | Strain                        | Napětí                   | Michael Watkins   | Dan Dworkin, Jay Beattie                     | 25. dubna 2011     | 25. března 2012 | 42:21 |
| Na poradě se prezident Martinez zhroutí a v nemocnici mu diagnostikují mrtvici. Než upadne do kómatu, prozradí Sterlingovi, kdo může za jeho stav… |                               |                          |                   |                                              |                    |                 |       |
| 19 | Us or Them                    | Kdo s koho               | Milan Cheylov     | David H. Goodman                             | 2. května 2011     | 31. března 2012 | 42:41 |
| Jarvis je jmenován prezidentem. Sean a Vicky sledují letadlo, ve kterém jsou převáženy tkáně nakažené virem španělské chřipky… |                               |                          |                   |                                              |                    |                 |       |
| 20 | One Will Live, One Will Die   | Život za smrt            | Alex Zakrzewski   | David Schulner                               | 9. května 2011     | 1. dubna 2012   | 41:40 |
| Simon spěchá k Blakeovi s protilátkou, která může zachránit Martineze. Jeho nástupce ho však nechá hlídat. Blake se nehodlá vzdát… |                               |                          |                   |                                              |                    |                 |       |
| 21 | The Beginning of the End      | Začátek konce            | Jonas Pate        | Nick Wauters, Leyani Diaz, Vanessa Rojas     | 16. května 2011    | 7. dubna 2012   | 41:33 |
| Martinez se k překvapení lékařů začíná uzdravovat a vrací se do Bílého domu, aby našel a potrestal zrádce, kteří ho otrávili… |                               |                          |                   |                                              |                    |                 |       |
| 22 | Arrival                       | Příchod                  | James Wong        | Evan Katz                                    | 23. května 2011    | 8. dubna 2012   | 43:09 |
| Martinez se snaží zbavit Jarvise moci. Leila dál bojuje o život. A Země se připravuje na nejhorší – brána pro vstup z jiné planety se otevírá… |                               |                          |                   |                                              |                    |                 |       |